# Гірка (річка)
Гірка — річка в Україні, ліва притока Грузького Яланчика. Басейн Азовського моря. Довжина 38 км. Площа водозбірного басейну 152 км². Похил 3,1 м/км. Долина завширшки до 1,5 км. Річище слабкозвивисте, шириною до 5 м, глибиною пересічно 0,4-0,5 м. Стік зарегульований
ставками. Використовується на потреби зрошення. 
Бере початок біля с. Самійлове. Тече територією Новоазовського району Донецької області. 